# Simon Peyton Jones
Simon Peyton Jones (nacido el 18 de enero de 1958) es un científico de la computación británico que investiga la implementación y aplicación de lenguajes de programación funcional, particularmente programación funcional lazy. Es Profesor Honorífico de Ciencias de la Computación en la Universidad de Glasgow y supervisa alumnos de PhD de la Universidad de Cambridge.

## Educación
Peyton Jones se graduó de Trinity College, Cambridge en 1980 y luego completó su Cambridge Diploma en Ciencias de la Computación.

## Carrera y Investigación

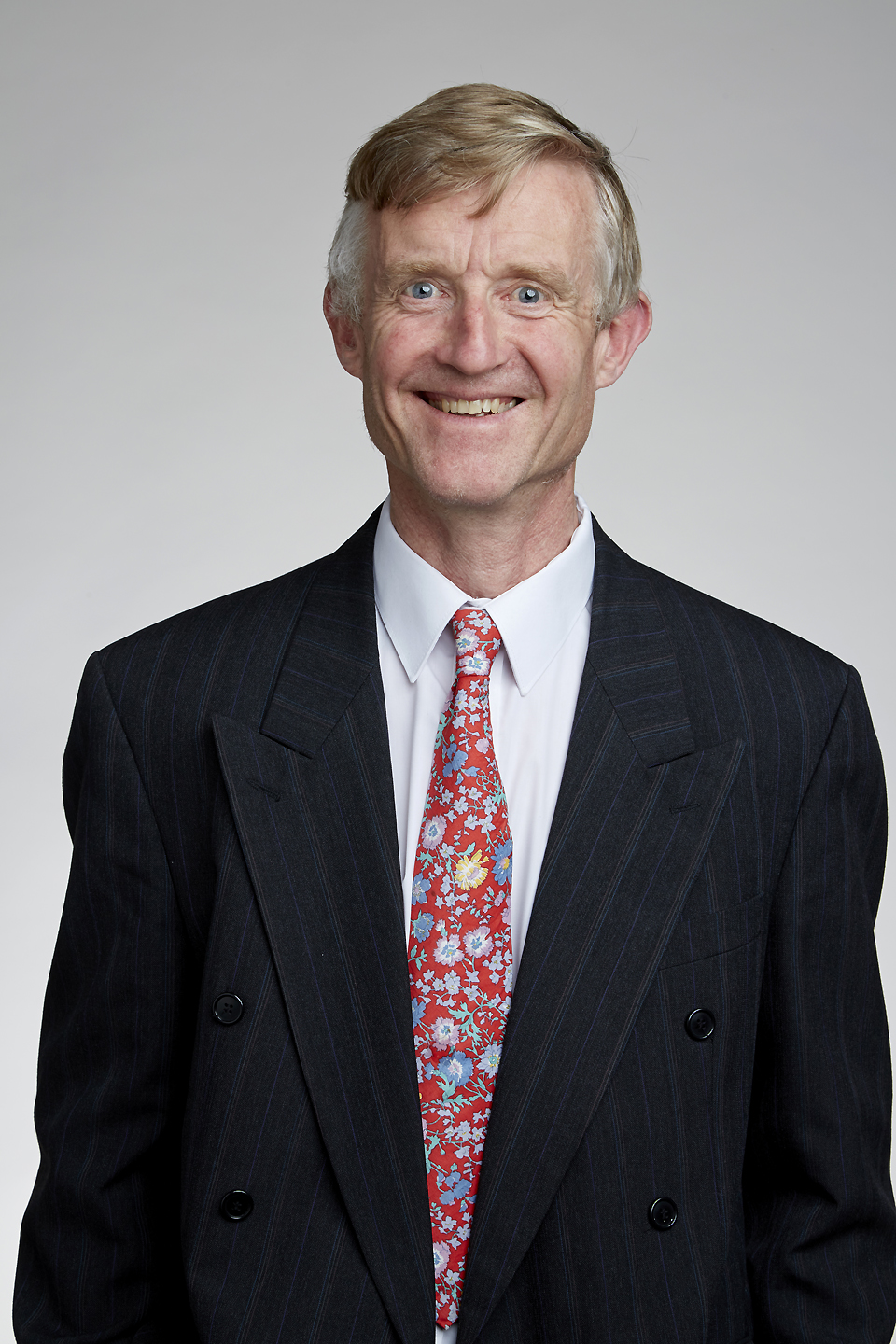
Simon Peyton Jones

Peyton Jones trabajó en la industria durante dos años antes de servir como profesor en el University College de Londres y luego, de 1990 a 1998, como profesor en la Universidad de Glasgow. A partir de 1998 ha trabajado como investigador en Microsoft Research en Cambridge, Inglaterra.
Es un colaborador importante en el diseño del lenguaje de programación Haskell, y desarrollador principal del Glasgow Haskell Compiler (GHC). Es también cocreador del lenguaje de programación C--, diseñado como lenguaje de representación intermedia de programas entre el front-end para un lenguaje en particular de un compilador y el back-end de propósito general de un generador y optimizador de código. C-- es utilizado en GHC.
Es un colaborador importante del libro Cybernauts Awake de 1999, en donde se exploran las implicaciones éticas y espirituales de Internet.
Peyton Jones preside el grupo Computing At School (CAS), una organización que apunta a promover la enseñanza de computación en las escuelas.

## Premios y honores
En 2004 fue admitido como Fellow de la Association for Computing Machinery por sus contribuciones a los lenguajes de programación funcional.
En 2011 recibió su afiliación a la Academia Europæa.
En 2011, él y Simon Marlow fueron premiados con el SIGPLAN Programming Languages Software Award por su trabajo en GHC.
En 2013,  recibió un doctorado honorífico por parte de la Universidad de Glasgow.